# Kaprun
Kaprun là một đô thị ở huyện Zell am See bang Salzburg, ở nước Áo. Đô thị này có diện tích 100,41 km², dân số năm 2001 là 2947 người. Thị trấn nằm ở chân núi băng Kitzsteinhorn, là một trung tâm thể thao. Thị trấn có nhà máy điện được xây thời thế chiến 2. Một trong các đập có ghi dòng chữ:
ERP - Erbaut mit Marshallplan hilfe
(ERP (Chương trình hồi phục châu Âu) - được xây với sự giúp đỡ của kế hoạch Marshall).
Năm 2000, tại đây xảy ra thảm hoạ Kaprun, với 155 người trượt tuyết thiệt mạng trong một vụ hoả hoạn.